# Hottelstedt
Hottelstedt is een plaats en voormalige gemeente in de Duitse deelstaat Thüringen, en maakt deel uit van de gemeente Am Ettersberg in het district Weimarer Land. Tussen 1 december 2007 en 1 januari 2019 maakte deel uit van de gemeente Berlstedt.
Berlstedt · Buttelstedt · Großobringen · Heichelheim · Hottelstedt · Kleinobringen · Krautheim · Ramsla · Sachsenhausen · Schwerstedt · Vippachedelhausen · Wohlsborn